# Smocze łodzie na Plażowych Igrzyskach Azjatyckich 2012 - 200 metrów mężczyzn
Wyścigi smoczych łodzi na dystansie 200 metrów mężczyzn podczas III Plażowych Igrzysk Azjatyckich w Haiyan odbyły się 18 czerwca 2012 roku. Do rywalizacji przystąpiło osiem drużyn. Złoto zdobyła reprezentacja Indonezji.

## Wyniki
| Miejsce  | Drużyna   | Czas     |
| Wyścig 1 | Wyścig 1  | Wyścig 1 |
| -------- | --------- | -------- |
| 1        | Filipiny  | 43.183   |
| 2        | Tajlandia | 46.102   |
| 3        | Japonia   | 46.235   |
| 4        | Hongkong  | 50.368   |
| Wyścig 2 |           |          |
| 1        | Indonezja | 43.784   |
| 2        | Chiny     | 44.940   |
| 3        | Wietnam   | 46.525   |
| 4        | Makau     | 50.571   |

| Miejsce  | Drużyna   | Czas     |
| Wyścig 1 | Wyścig 1  | Wyścig 1 |
| -------- | --------- | -------- |
| 1        | Chiny     | 46.203   |
| 2        | Japonia   | 47.162   |
| 3        | Hongkong  | 49.955   |
| Wyścig 2 |           |          |
| 1        | Tajlandia | 45.602   |
| 2        | Wietnam   | 46.948   |
| 3        | Makau     | 48.453   |

### Finały
| Miejsce | Drużyna   | Czas    |
| Finał A | Finał A   | Finał A |
| ------- | --------- | ------- |
|         | Indonezja | 43.458  |
|         | Filipiny  | 43.992  |
|         | Chiny     | 45.076  |
| 4       | Tajlandia | 1:20.33 |
| Finał B |           |         |
| 5       | Japonia   | 46.739  |
| 6       | Wietnam   | 47.913  |
| 7       | Hongkong  | 49.455  |
| 8       | Makau     | 49.807  |